# 雍正通宝
雍正通宝，清政府在清世宗胤禛在位期间（既雍正年间，公元1723年至1735年）铸行的制钱。雍正年间，清政府规定各省仅设立一个铸钱局，并且统一制钱的背文格式，所有钱局所铸制钱一律按照康熙朝宝泉局、宝源局式样，正面为汉文“雍正通宝”，年号及“通宝”四字按照上下右左顺序直读，背面为满文，穿左为满文“宝”（ᠪᠣᠣ），穿右为各局满文简称。

## 历史
康熙六十一年（1722年）年十一月初七（12月14日），清聖祖康熙帝駕崩，其第四子雍亲王胤禛继皇帝位，是为雍正帝。同年冬，经户部议准，各省钱局所铸制钱一律按照康熙朝宝泉局、宝源局式样，正面为汉文“雍正通寳”，背面为满文。次年（1723年）正式改元“雍正”，正式开铸“雍正通宝”钱:49。
由于铜源紧缺，雍正帝在位时间较短等原因，雍正通宝的铸造量远小于其前一代的康熙通宝和后一代的乾隆通宝。但是，雍正朝的钱法严谨，各铸钱局所造制钱多形态工整，标准统一，版式一致，减重情况相对少见。

## 形制
雍正通宝钱铸造精良，钱体大而厚重，铜质纯净，文字端庄秀丽。
正面钱文为“雍正通宝”，其中“通”字有单点“通”、双点和三点通，其中以双点通占绝大多数，宝源、安、浙、苏、昌、河、济、川、南等局全部为双点通，宝巩局全部为单点通，宝泉、云、黔、武等局单点、双点均有铸造，宝晋局最为特殊，三种均有；单点通的雍正通宝除宝巩局的同时有窄缘和阔缘外，其他均为阔缘钱，除宝晋局的为工头通和方头通外，其他均为角头通。“宝”字均为“寳”（尔宝），与台湾正体或香港繁体的现行规范用字“寶”（缶宝）不同。背面钱文均为满文，穿左为满文“宝”（ᠪᠣᠣ），穿右为各局满文简称。

## 铸钱局

### 京城钱局
京城所设宝泉局和宝源局均沿自明朝。康熙五十五年（1716年），两局铸钱所用铜料经户部议准，由江苏等八省分办；雍正元年（1723年），经江苏巡抚吴存礼上疏请求，改有江苏、浙江两省负责；雍正三年（1725年），重新改由原本的八省分办。宝泉局所铸制钱专用于“搭放军饷”，而宝源局的专用于“给发工价”，出现盈余时由工部及户部决定用途:49-50。
| 钱局   | 所属部 | 背文       | 背文释读 | 图片 | 简介                                      |
| ------ | ------ | ---------- | -------- | ---- | ----------------------------------------- |
| 宝泉局 | 户部   | ᠪᠣᠣ ᠴᡳᠣᠸᠠᠨ | 宝泉     |      | 沿自明朝，其铸钱专用于发放军饷:50         |
| 宝源局 | 工部   | ᠪᠣᠣ ᠶᡠᠸᠠᠨ  | 宝源     |      | 沿自明朝，其铸钱用于工部所管的各项工程:50 |

### 地方钱局
根据文献记载，曾铸造雍正通宝的地方钱局有宝河、宝安、宝昌、宝浙、宝福、宝云、宝苏、宝南、宝广、宝陕、宝桂、宝巩、宝台、宝晋、宝济、宝武、宝川、宝黔等十八局，但其中宝台、宝陕、宝福、宝广和宝桂局尚未发现钱币实物，实际开铸的地方钱局可能仅有十三个。
| 钱局   | 局址         | 背文      | 背文释读 | 图片 | 简介 |
| ------ | ------------ | --------- | -------- | ---- | --- |
| 宝浙局 | 浙江省杭州府 | ᠪᠣᠣ ᠵᡝ    | 宝浙     |      | 雍正元年（1723年）开铸，雍正十一年（1733年）停铸。                                                               |
| 宝武局 | 湖北省武昌府 | ᠪᠣᠣ ᡠ     | 宝武     |      | 雍正七年（1729年）开铸，雍正十一年（1733年）停铸。有方头通和角头通的区别，其中角头通的较为少见。                 |
| 宝福局 | 福建省福州府 | ᠪᠣᠣ ᡶᡠ    | 宝福     |      | 未见实物 |
| 宝河局 | 河南省开封府 | ᠪᠣᠣ ᡥᠣ    | 宝河     |      | 雍正七年（1729年）开铸，雍正九年（1731年）停铸:90,95                                                             |
| 宝昌局 | 江西省南昌府 | ᠪᠣᠣ ᠴᠠᠩ   | 宝昌     |      | 初设于顺治十二年（1655年）:44-45,49,52，位于南昌城内偰家堂（位于今江西省南昌市东湖区西万宜巷附近）。             |
| 宝云局 | 云南省       | ᠪᠣᠣ ᠶᡡᠨ   | 宝云     |      | 云南为清朝主要产铜区                                                                                             |
| 宝苏局 | 江苏省苏州府 | ᠪᠣᠣ ᠰᡠ    | 宝苏     |      | 雍正元年（1723年）开铸，雍正十年（1732年）停铸。                                                                 |
| 宝南局 | 湖南省长沙府 | ᠪᠣᠣ ᠨᠠᠨ   | 宝南     |      | 雍正七年（1729年）开局，十年（1732年）停铸，是雍正通宝钱存世最少的钱局。                                         |
| 宝广局 | 广东省广州府 | ᠪᠣᠣ ᡤᡠᠸᠠᠩ | 宝广     |      | 未见实物 |
| 宝陕局 | 陕西省西安府 | ᠪᠣᠣ ᡧᠠᠨ   | 宝陕     |      | 未见实物 |
| 宝台局 | 福建省台湾府 | ᠪᠣᠣ ᡨᠠᡳ   | 宝台     |      | 《制钱通考》等书中有记录:55，但无实物发现                                                                        |
| 宝黔局 | 贵州省毕节县 | ᠪᠣᠣ ᡤᡳᠶᠠᠨ | 宝黔     |      | 雍正八年（1730年）开铸                                                                                           |
| 宝济局 | 山东省济南府 | ᠪᠣᠣ ᠵᡳ    | 宝济     |      | 初设于顺治六年（1649年），                                                                                       |
| 宝晋局 | 山西省太原府 | ᠪᠣᠣ ᠵᡳᠨ   | 宝晋     |      | 雍正七年（1729年）开铸，雍正九年（1731年）停铸。有阔缘和窄缘之分，阔缘较多。                                     |
| 宝桂局 | 广西省桂林府 | ᠪᠣᠣ ᡤᡠᡳ   | 宝桂     |      | 未见实物 |
| 宝川局 | 四川省       | ᠪᠣᠣ ᠴᡠᠸᠠᠨ | 宝川     |      | 雍正十年（1732年）开铸，因四川产铜少，多为花铜铸造。                                                             |
| 宝巩局 | 甘肃省兰州府 | ᠪᠣᠣ ᡤᡠᠩ   | 宝巩     |      | 康熙六年（1667年），设巩昌府铸钱局，雍正五年（1727年）迁到兰州，改名宝巩局重开，雍正七年（1729年）三月撤局罢铸。 |
| 宝安局 | 江苏省江宁府 | ᠪᠣᠣ ᠠᠨ    | 宝安     |      | 雍正九年（1731年），安徽省在江苏省江宁府开设宝安局，当时江宁府为安徽布政使司驻地所在，雍正十二年（1734年）停铸。 |

## 备注
1. ↑  双点走之旁横折的短横断开为点